# Borneói süketgyík
A borneói süketgyík (Lanthanotus borneensis) a hüllők (Reptilia) vagy (Sauropsida) osztályába a  pikkelyes hüllők (Squamata) rendjébe a gyíkok (Sauria) alrendjébe az ásógyíkalakúak (Amphisbaenia) alrendágába és a Lanthanotidae családjába tartozó Lanthanotus nem egyetlen faja.

## Előfordulása
Malajziához tartozó Borneó szigetén honos. A szigetnek csak a malajziai részéről, Sarawak tartomány déli területeiről ismert.